# Джанік Файзієв
Джахонгір (Джанік) Хабібуллаєвич Файзієв (узб. Jahongir Habibullo oʻgʻli Fayziev; нар. 30 липня 1961, Ташкент, Узбецька РСР, СРСР) — російський та узбецький кіноактор, режисер кіно та телебачення, сценарист і продюсер. Лауреат Державної премії Російської Федерації.

## Життєпис
Народився 30 липня 1961 року в акторській родині. Батько — узбецький режисер Хабіб Файзієв, мати — актриса Ойдін Норбаєва. Батьки розлучилися, коли Джаніку було менше ніж рік. Згодом мати вийшла заміж за осетинського актора Бімболата Ватаєва і від цього шлюбу Джанік має молодшого брата, Заурбека Ватаєва.
З дитинства знімався в телевізійних фільмах. У Ташкенті навчався в школі № 110. У 1983 році закінчив акторський факультет ВДІКу (майстерня Бориса Чиркова), в 1991 році — режисерський факультет ВДІКу (майстерня Юрія Озерова, на другому курсі перевівся до майстерні Іраклія Квірікадзе). Наприкінці 1980-х років почав діяльність режисером на телебаченні, де випустив кілька проєктів, серед яких цикл музичних новорічних фільмів «Старі пісні про головне» для ГРТ.
У 1989 та 1991 роках відбулися дебюти його фільмів «Кедя» («Суп із собаки») та "Сиз ким сіз? " ("Хто ви такий? "). На думку Олександра Федорова,
|  | Фильмы Д. Файзиева «Кедя» («Суп из собаки») и «Сиз ким сиз?» («Кто вы такой?») опрокидывают зрителей в отечественный андеграунд, вроде бы напоминающий обычную «чернуху» — с бомжами, алкашами-работягами, с остервенением гоняющимися за беззащитной дворнягой, с псевдоинтеллигентом и псевдосексотом. Поездка на старой машине сталкивает их с абсурдистской тупостью административно-тоталитарной системы. Однако всё это погружено в атмосферу иронической стилизации с намёками то на фильмы Федерико Феллини, то на спагетти-вестерны Серджо Леоне, то ещё на что-то, как будто бы весьма далёкое от современной узбекской жизни. Наполненные неожиданными импровизациями, фильмы Д. Файзиева смотрятся на одном дыхании. |

З 1993 року живе та працює в Москві. Нагороджений премією «Срібний кипарис» МКФ рекламних фільмів у Ялті (1994 рік, реклама «Мост-кард»).
1995 року перейшов на телебачення, а 2000 року заснував телевізійну виробничу студію «ФУ-24». Режисер програми «Кінопанорама» (1995, 1-й канал Останкіно), розробник ідеї та режисер програми «Перехоплення» (1997, НТВ), режисер-постановник програми "Намедни 1961-91. Наша ера" (1997, НТВ), режисер проєкту «Десять пісень про Москву» (1997, НТВ), «Володар смаку» (2003, "Перший канал"). З 2000 по 2002 рік — керівник служби виробництва Дирекції кінопоказу та кіновиробництва телеканалу ГРТ (з 2002 року — «Перший канал»), з 2002 по 2005 рік — директор Дирекції кіновиробництва «Першого каналу».
З початку 2000-х років Джанік Файзієв займається переважно постановкою кіно та телесеріалів. Він брав участь у проєкті створення фільму «Вовкодав із роду Сірих Псів», але через брак фінансування залишив його. Фільм був пізніше знятий Миколою Лебедєвим. У 2005 році Файзієв поставив фільм «Турецький гамбіт» за мотивами роману Бориса Акуніна.
У серпні 2005 року разом із колегою по «Першому каналу» Анатолієм Максимовим заснував компанію "Дирекція кіно" і до 2010 року працював там як заступник генерального директора та продюсера фільмів і серіалів, розроблених студією, у тому числі кінофільму „Адмірал“. Після виходу з „Дирекції кіно“ створив студію "Бонанза“ та став її головним продюсером.
У 2012 році як режисер поставив фільм „Серпень. Восьмого“. З того ж року є керівником експериментальної майстерні у ВДІКу.
З грудня 2016 року — генеральний директор кіностудії „КІТ“. Студія входить до структури холдингу „ Газпром-медіа“ — „ГПМ Кіно і телебачення“ (ТОВ "ГПМ КІТ“) і виробляє телесеріали переважно для каналу НТВ.
З січня 2020 по липень 2022 — генеральний продюсер сервісу Okko, що належить холдингу Rambler.

## Особисте життя
- донька Франгіз Файзієва (нар. 15 вересня 1988) — актриса.
- Перша дружина — актриса Ліна Есплі, працювала юристом, домогосподарка. Одружилися наприкінці 1990-х років[8].
  - донька Софія Файзієва.
  - син[9].

Під час знімання „Турецького гамбіту“ Файзієв почав зустрічатися з акторкою Ольгою Красько. Акторка не хотіла руйнувати родину режисера і вирішила припинити стосунки.
Донька Олеся Красько народилася 2006 року.
Весною 2011 року під час знімання „Серпень. Восьмого“ у Файзієва зав'язався роман з актрисою Світланою Івановою, коли він був ще одружений з Ліною Есплі. У червні 2015 року на вечорі журналу „HELLO!“, що відбувся в рамках 37-го Московського міжнародного кінофестивалю, про їх стосунки було оголошено публічно.
Дочки Поліна (нар. 2012 року) та Мира (нар. 2018 року).
У 2019 році Файзієв з Івановою таємно одружилися, коли раніше він розлучився з Есплі.

### Політична позиція
У 2014 році підписав Колективне звернення діячів культури Російської Федерації на підтримку політики президента РФ Володимира Путіна в Україні та в Криму.

## Фільмографія

### Актор
- 1972 — Чекаємо на тебе, хлопче (Узбекфільм) — Агзам Гулямов, брат Тимура (озвучила Марія Виноградова)
- 1972 — Біля самого синього неба (короткометражний, Узбекфільм) — Іскандер
- 1975 — Людина йде за птахами (Узбекфільм) — Фарух
- 1979 — Стережись! Змії! (Узбекфільм) — Ергаш Сулейманов, онук Хамракула
- 1980 — Служу Батьківщині (Узбекфільм) — Каміль, брат Дільбар
- 1981 — Зустріч у високих снігах (Узбекфільм) — Худайберди
- 1982 — Юність генія (Узбекфільм, Таджикфільм) — Імаро, придворний поет
- 1983 — Пригоди маленького Мука (Таджикфільм) — принц Гасан
- 1983 — Пробудження (Узбекфільм) — Мухамаді
- 1990 — Кодекс мовчання (Узбекфільм) — Малік Рахімов (3-тя та 4-та серії)
- 2012 — Серпень. Восьмого — Мраковласт, злий робот / режисер у театрі (видалена сцена)
- 2017 — Мурка — Захарій Карджогло, ювелір
- 2022 — Монастир — Микола Бурков, мільярдер

### Режисер
- 1989 — Сиз ким сіз? (Хто ви такий?)
- 1991 — Каммі
- 2000⁣ — ⁣2001 — Зупинка на вимогу (1 та 2-й сезон)
- 2001 — П'ятий кут
- 2005 — Турецький гамбіт
- 2012 — Серпень. Восьмого
- 2017 — Легенда про Коловрата
- 2020 — Воротар Галактики

### Сценарист
- 1989 — Сиз ким сіз? (Хто ви такий?)
- 1991 — Каммі
- 2005 — Турецький гамбіт
- 2012 — Серпень. Восьмого
- 2017 — Мурка
- 2017 — Легенда про Коловрат
- 2020 — Воротар Галактики
- 2021 — Собор (автор ідеї)

### Продюсер
- 2002 — Льодовиковий період
- 2002 — Росіяни в місті ангелів
- 2004 — Прикордонний блюз
- 2005—2006 — Ад'ютанти кохання
- 2007 — Громови. Будинок надії
- 2007 — Сніговий ангел
- 2007 — На шляху до серця
- 2007 — Ленінград
- 2008 — Адміралъ
- 2008 — Важко бути мачо
- 2009 — Десантура
- 2009 — Адмірал (серіал)
- 2009 — Зниклі
- 2009 — Канікули суворого режиму
- 2009— Будинок на Озерній
- 2010 — Кохання під прикриттям
- 2012 — Серпень. Восьмого
- 2016 — Тонкий лід
- 2017 — Мурка
- 2017 — Чужий дід
- 2017 — Втікач
- 2017 — Молодий
- 2017 — Клерк
- 2017— Макарови
- 2017 — Полювання на диявола
- 2017 — Консультант
- 2017 — Мертвий на 99 %
- 2017 — Легенда про Коловрат
- 2017 — Особистість не встановлена
- 2018 — Фортеця Бадабер
- 2018 — Рубіж
- 2018 — Лінія вогню
- 2018 — Живий
- 2018 — Русалка. Озеро мертвих
- 2018 — Шелест. Великий переділ
- 2018 — Четверта зміна
- 2018 — Обірвана мелодія
- 2018 — Експерт
- 2018 — Невловимі
- 2018 — Нуль
- 2018 — Султан мого серця
- 2019 — Ростов
- 2019 — Консультант. Лихі часи
- 2019 — Негайне реагування
- 2019 — Батальйон
- 2019 — Наглядач маяка
- 2019 — У клітці
- 2019 — Метелики та птиці
- 2019 — Куба. Особиста справа
- 2019 — Три капітана
- 2019 — Вітчим
- 2019 — Епідемія
- 2019 — Сильна слабка жінка
- 2019 — Острів Приречених
- 2019 — Гаряча точка
- 2019 — Рікошет
- 2020 — Альоша
- 2020 — Дід Морозов
- 2020 — Заколот
- 2020 — Воротар Галактики
- 2020 — БіМ
- 2020 — Вовк
- 2020 — Доктор Ліза
- 2020 — Захід сонця та світанку
- 2020 — Курорт кольору хакі
- 2020 — Марлен
- 2020— Мій тато не подарунок
- 2020 — Стаття 105
- 2020 — Уцілілі
- 2021 — Собор
- 2021— Ряд 19
- 2021 — Вуличне правосуддя
- 2021 — Чиновниця
- 2022 — Номінація[15]
- 2022 — Записки готельєра #Гельвеція-2
- 2022 — Оффлайн
- 2022 — Ворона. Тінь справедливості (серіал)
- 2022 — Влада (серіал) (у виробництві)
- 2022 — Більше, ніж кохання (знято у 2018)
- 2022 — Відкрийте, поліція![16]
- 2022 — Аксентьєв
- 2022 — ЗАГРОза: Трепалов і Гаманець (у виробництві)
- 2022 — Кунгур
- 2023 — Чужий
- 2023 — Нінель (у виробництві)
- 2023 — Напарники (у виробництві)
- 2023 — Міністерство (у виробництві)
- 2023 — Любов Радянського Союзу (у виробництві)

## Інші роботи

### Телепередачі
- 1997 — Старі пісні про головне 2 (ГРТ)
- 1997 — 10 пісень про Москву (НТВ)
- 1997⁣ — ⁣2000 — Намедни 1961—2003. Наша ера (НТВ)
- 1997⁣ — ⁣1998 — Перехоплення (НТВ)
- 1998 — Новорічна ніч-1999 (ГРТ)
- 1999 — Новорічна ніч-2000 (ГРТ)
- 2000 — Російська партія (Прометей АСТ)
- 2000⁣ — ⁣2005 — Полундра! (НТВ, СТС)
- 2000 — Російська імперія (НТВ)
- 2000⁣ — ⁣2005 — Формула влади (Перший канал)
- 2002⁣ — ⁣2005 — Алфавіт (ТВЦ)
- 2002⁣ — ⁣2003 — Володар смаку (Перший канал)
- 2005 — Брехун (НТВ)
- 2008⁣ — ⁣2009 — І ти, Бруте? ! Всесвітня історія зрад (ТБ Центр)
- 2010⁣ — ⁣2018 — Панночка і кулінар (ТВ Центр)
- 2011⁣ — ⁣2022 — Готуємо з Олексієм Зіміним (НТВ)
- 2012 — Смачно жити (ТНТ)
- 2013⁣ — ⁣2014 — Ласкаво просимо додому! (ТБ Центр)
- 2019⁣ — ⁣2020 — Доктор Світло (НТВ)
- 2019 — Солодке життя (Кухня ТБ)
- 2019 — Обід у 4 руки (Кухня ТБ)
- 2021 — Прості секрети (НТВ)

### Кліпи
- 1999 — „Мечта“ (Валерій Меладзе)
- 1999 — „Рассветная“» (Валерій Меладзе)